# Amedeus Msarikie
Amedeus Peter Msarikie (* September 1931 in Makundushi, Kirua-Vunjo, Moshi Rural; † 7. Februar 2013 in Nairobi) war ein tansanischer Geistlicher und römisch-katholischer Bischof von Moshi.

## Leben
Amedeus Msarikie empfing am 8. August 1965 die Priesterweihe. Er lehrte und war Rektor am St. James Junior Seminary und Kibosho Senior Seminary.
Papst Johannes Paul II. ernannte ihn am 21. März 1986 zum Bischof von Moshi. Die Bischofsweihe spendete ihm der Kardinalpräfekt der Kongregation für die Evangelisierung der Völker, Jozef Tomko, am 1. Mai desselben Jahres; Mitkonsekratoren waren Laurean Kardinal Rugambwa, Erzbischof von Daressalam, und Maurice Michael Kardinal Otunga, Erzbischof von Nairobi.
Am 21. November 2007 nahm Papst Benedikt XVI. seinen altersbedingten Rücktritt an.